# Xenophoroidea
Xenophoroidea is een superfamilie van weekdieren uit de klasse van de Gastropoda (slakken).

## Families
- Lamelliphoridae Korobkov, 1960 †
- Xenophoridae Troschel, 1852 (1840)